# Vohburg
Vohburg (pronunciación en alemán: /ˈfoːbʊʁk/ⓘ) es una ciudad situada en el distrito de Pfaffenhofen, en el estado federado de Baviera (Alemania), con una población a finales de 2016 de unos 8216 habitantes.
Se encuentra ubicada en el centro del estado, en la región de Alta Baviera, a la orilla del Río Danubio.